# Alaisiagae
De Alaisiagae waren Keltisch-Germaanse godinnen of matres, genoemd op een gedenksteen uit de derde eeuw in Noord-Engeland, die werd opgericht voor Gennobaudes.